# Ctenitis koordersii
Ctenitis koordersii är en träjonväxtart som beskrevs av Holtt. Ctenitis koordersii ingår i släktet Ctenitis och familjen Dryopteridaceae. Inga underarter finns listade.